# Flore Gravesteijn
Flore Gravesteijn (* 26. April 1987 in Gouda) ist eine niederländische Volleyballspielerin.

## Karriere
Gravesteijn begann ihre Karriere im Alter von zehn Jahren. In ihrer Heimat spielte sie für Radius und VC Nesselande Zevenhuizen. Von Ekspalvo wechselte sie zum VC Weert. In der Saison 2009/10 spielte die Außenangreiferin für Sliedrecht Sport. 2010 debütierte sie in der niederländischen Nationalmannschaft und wurde vom deutschen Bundesligisten Smart Allianz Stuttgart verpflichtet. 2011 gewann sie mit Stuttgart den DVV-Pokal. In der Saison 2012/13 spielte Gravesteijn in Belgien beim VC Gent, mit dem sie den Meistertitel gewann. Danach kehrte sie zurück in die Bundesliga zu VT Aurubis Hamburg. Im Januar 2014 ging Gravesteijn zum italienischen Erstligisten Promoball Volleyball Flero und im Sommer 2014 nach Frankreich zu Saint-Cloud Paris Stade Français.